# Biuro SIRENE
Biuro SIRENE (ang. Supplementary Information REquest at the National Entries) - organ powołany na podstawie art. 108 Konwencji Wykonawczej do Układu z Schengen (KWS) przez każde państwo korzystające z Systemu Informacyjnego Schengen. Zgodnie z art. 108 ust. 2 KWS jest jedynym organem uprawnionym do wprowadzania danych do SIS. Do jego zadań należy przekazywanie informacji o wpisach wprowadzonych do SIS, służenie jako punkt łącznikowy pomiędzy służbami krajowymi oraz organami międzynarodowymi odpowiedzialnymi za bezpieczeństwo publiczne (np. Interpolem) oraz koordynacja działań w przypadku trafienia w SIS
Polskie biuro SIRENE działa od września 2007 roku.